# 忠義計畫
忠義計畫是中華民國海軍於1970年代啟動的計畫，其目的為建造新型艦艇以替換老舊的陽字號驅逐艦。該計畫最終因風險過大與效益不明而遭取消，海軍則改向外國尋求成熟艦艇的授權生產 。

## 緣起
第二次世界大戰結束後，中華民國海軍接收了大量退役美軍艦艇作為其水面艦隊的主力，然而這些艦艇的設計隨著技術的發展而逐漸落後，艦體也逐漸老化。到了1970年代，此批美援艦艇的艦齡已達35至40年，其妥善率十分糟糕，曾任海軍總司令的葉昌桐上將回憶道：:36
全世界沒有國家的海軍把船用這麼久，沒有使用這麼長的經驗。什麼時候會垮掉，連美國人都不知道。很多人擔心鍋爐老化的問題，但我更擔心的是船殼……。我曾經想過，最壞的情況是陽字號在海上航行的時候，一個大浪一傢伙打來，就把凝水器下的船殼打一個大洞，到那時動力也沒有了，整條船都完蛋，這是我的夢魘……。陽字號是不能再用下去了。
為解決主力艦艇老舊的問題，中華民國海軍開始對陽字號驅逐艦進行改良，其成果即為精裝艦與武進一、武進二等方案。然而陽字號驅逐艦的艦體與其設計仍然過於老舊，無法滿足現代化的作戰需求；外購新艦則因美國與中华人民共和国的關係逐漸升溫而無法實現。為此，海軍啟動了陽字號的「終極改良計畫」武進三，也準備籌畫下一代主戰艦艇。:43-45
1977年1月11日，海軍總司令部正式提出《第二代軍艦作業能力需求意見書》，翌年成立代號為「自強作業組」的二代艦籌建專案小組以進行先期規劃作業。當時海軍總部對新型軍艦的籌獲分為兩種意見：外購派與自製派。外購派認為應向外國購買現成軍艦或已經成熟的設計，以降低下一代軍艦的風險；自製派則認為應從頭開始建立自行設計與建造軍艦的能力。時任參謀總長宋長志、海軍總司令鄒堅與副總司令林蟄生皆認為應培養自力造艦的能力，時任總統蔣經國也在1979年的第41次軍事會談中指示「利用中船設備發展海軍造艦能力」，確立了「國艦國造」的發展方向。:50在這樣的背景下，海軍正式啟動了代號為「忠義」的造艦計畫，預計建造24艘以反潛作戰為主、具備防空、反水面與電子作戰能力的驅逐艦以替換陽字號驅逐艦。:41

## 經過

### 赴美受訓
雖說忠義計畫已經正式啟動，但當時的台灣並沒有足夠的專業人才來執行這個計畫。對此，退役美國海軍少將杭辛格（Honsinger）為首的顧問團建議海軍總司令部聘雇外國廠商來指導本國人員，另安排海軍、聯合船舶設計發展中心與中國造船公司的工程師赴麻省理工学院學習船舶的設計與建造，海軍總司令部隨後採納了上述建議。:411981年2月，美國西屋公司與羅臣拔（Rosenblatt & Son）造船廠獲選為忠義計畫的主副合約商，前者負責系統整合，後者負責載台設計；海軍也於同年10月派遣第一批軍官赴美學習造艦技術，並成立「忠義計畫駐美設計督導室」以進行概念規劃。:46

### 初步設計
翌年4月，督導室初步確定了PFG-1飛彈巡防艦（本級艦正式命名前的代稱）的規格，其排水量為2,700噸，採用柴燃交替动力方式（CODOG）推進，航速18節以下時使用兩具MTU柴油機，超過18節時則使用兩具LM2500燃氣渦輪發動機。在武器裝備方面，PFG-1預計裝備一門76公厘艦砲與一具Mk 13型飛彈發射器，艦體中部則有一具Mk112反潛火箭發射器與八具雄風一型反艦飛彈發射器，且為當時仍在研發階段的雄風二型反艦飛彈預留換裝空間。上述武器皆由DA-08對空搜索雷達、LIDO光電射控儀、STIR-180與W-160射控雷達導控。此外，PFG-1預計採用全世界第一種分散式作戰系統H-930 MCS，由9部AN/UYK-19中型電腦管制全船的武器與偵蒐系統，且較集中式系統或半分散式系統而言更具有彈性，在部分電腦故障時也較不容易完全喪失作戰能力。:46-47
在進行初步設計時，福克兰战争的經驗對忠義計畫產生了巨大的影響。當時英國皇家海軍將一艘受損的軍艦拖至巴爾的摩維修，設計小組即赴艦上考察；錫菲號導彈驅逐艦遇襲沉沒的經驗使設計小組重新考慮了损害管制系統與消防設備的配置:43-44，艦上的煙囪、桅桿與上層建築也進行了匿蹤處理，以降低被反艦飛彈鎖定的機率。:79除此之外，中華民國海軍在採購反潛直升機的「神鷹計畫」中成功向美國爭取到較為先進的S-70C反潛直升機也使海軍總司令部與忠義計畫設計小組決定調整PFG-1飛彈巡防艦的設計。由於原訂使用的艦載反潛直升機為六噸級的SH-2F，而S-70C為十噸級的直升機，設計小組不得不將船體拉長3公尺以容納更大型的機庫。這些更動使PFG-1的標準排水量進一步增加至2,800噸，滿載排水量更是來到3,200噸。:91-94

### 計畫終止
1981年底，擔任參謀總長的宋長志轉任國防部長，參謀總長由時任陸軍總司令郝柏村上將接任。與海軍出身的宋長志不同，陸軍出身的郝柏村對此案的支持度並不高，惟在海軍總司令部的全力支持下才得以繼續進行。1983年6月，設計小組返回台灣進行簡報，稱PFG-1飛彈巡防艦已完成初步設計，即將進入細部設計階段。然而最支持忠義計畫的海軍總司令鄒堅與副總司令林蟄生已於5月因職務調動而離開海軍總部，超過新台幣200億的原型艦設計建造成本也使新任總司令劉和謙不再堅持推行此案。當月20日，郝柏村表示「忠義計畫投資大、風險大，效益未定，應於設計完成後停止造艦」:88，海軍總司令部則在27日接獲國防部「以現況結案，暫緩投資建造，由海軍併同其他可行備案報部」的命令，忠義計畫就此終止。:96

## 後續
忠義計畫終止後，較為保守的參謀總長郝柏村與海軍總司令劉和謙為第二代軍艦訂出了「性能符需求、建造已驗證、出口無問題、支援風險低、技術可轉移」五項前提。1984年10月，海軍提出應以「八大十六小」的高低搭配來替換24艘陽字號驅逐艦，其中「八大」指8艘3,000噸級的飛彈巡防艦（PFG），計畫代號為「光華一號」，即日後的成功級巡防艦；「十六小」指16艘1,000至2,000噸級的飛彈巡邏艦（PCEG），計畫代號為「光華二號」，日後發展為康定級巡防艦。:89-93:74-75未能成功的忠義計畫也在上述計畫中發揮重要作用：此案中派往美國學習計畫管理、造艦與監造的軍官在光華一號計畫中扮演重要角色，如時任駐美聯絡官康世淳、海軍武器系統獲得管理室（武獲室）主任王琴生、監造處執行官周宇超等人即為第一批赴美學習的軍官；光華一號計畫的許多關鍵裝備在忠義計畫執行時已獲得美國國務院的輸出許可，中華民國海軍便不須重新申請，節省了大量行政工作與時間。:45